# Dornier Do 228

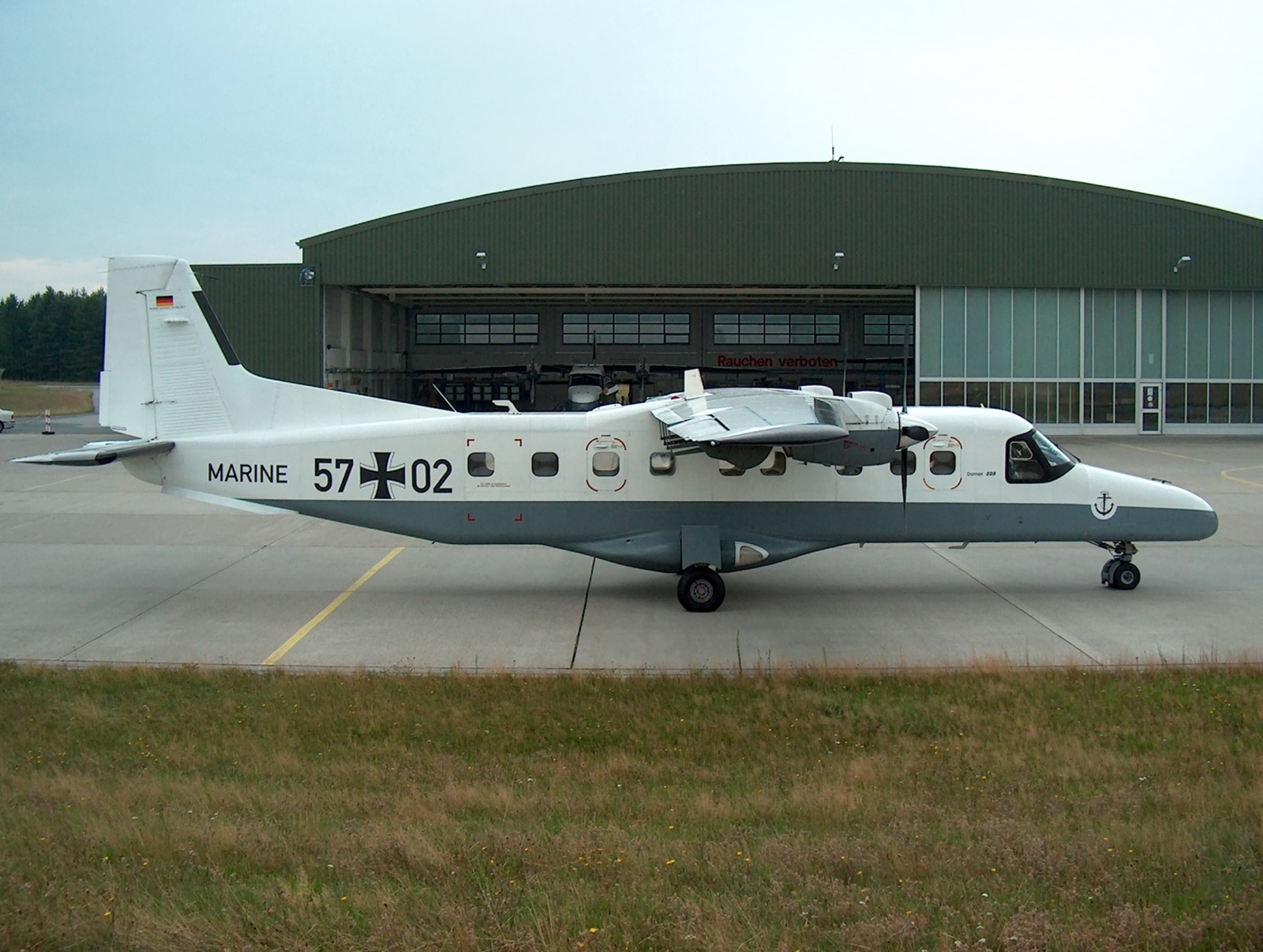
Do 228 của Hải quân Đức

Dornier Do 228 là một máy bay tiện ích STOL hai động cơ tuabin phản lực cánh quạt, do hãng Dornier GmbH sản xuất (sau này là DASA Dornier, Fairchild-Dornier) từ năm 1981 đến năm 1998. Vào năm Hàng không năm 1983 hãng Hindustan Aeronautics đã mua giấy phép sản xuất và đã chế tạo 228 chiếc cho đến ngày nay. Xấp xỉ khoảng 270 chiếc Do 228 đã được chế tạo tại Oberpfaffenhofen, Đức và Kanpur, Ấn Độ. Đến tháng 8 năm 2006 có 127 chiếc Dornier Do 228 (mọi phiên bản) vẫn đang hoạt động trong các hãng hàng không dân sự.

## Thiết kế và phát triển
Vào cuối thập niên 1970, hãng Dornier GmbH đã phát triển một kiểu cánh mới có tên gọi TNT ("Tragflügel neuer Technologie"), được chính phủ Đức trợ cấp. Dornier đã thử nghiệm kiểu cánh này trên một chiếc Do 28D-2Skyservant cải tiến và với động cơ tuabin phản lực Pratt & Whitney Canada PT6A-110. Cuối cùng Dornier đã thay động cơ và thử nghiệm trên máy bay mới có tên gọi là Do 128 với 2 động cơ Garrett AiResearch TPE-331-5. Công ty cũng phát triển một thân máy bay mới cho TNT và TPE 331-5 trong hai phiên bản (chở 15 và 19 hành khách) và có tên cho cả hai dự án máy bay là E-1 (sau là Do 228-100) và E-2 (sau là Do 228-200). Ở triển lãm hàng không Berlin 1980, Dornier đã giới thiệu công khai mẫu máy bay mới này. Hai nguyên mẫu bay lần đầu tiên lần lượt vào ngày 21 tháng 3-1981 và 9 tháng 5-1981. Sau khi cấp giấy chứng nhận, chiếc Do 228 đầu tiên bắt đầu hoạt động chính thức trong hạm đội Norving Flyservice vào tháng 2, 1982. Trong những năm sau đó, Dornier đã thực hiện nâng cấp các phiên bản và trang bị các thiết bị đặc biệt cho các nhiệm vụ đặc biệt cho Do 228. Năm 1998, dây chuyền sản xuất bị dừng lại để phát triển cho loại Fairchild-Dornier 328.

## Các quốc gia sử dụng

### Dân sự

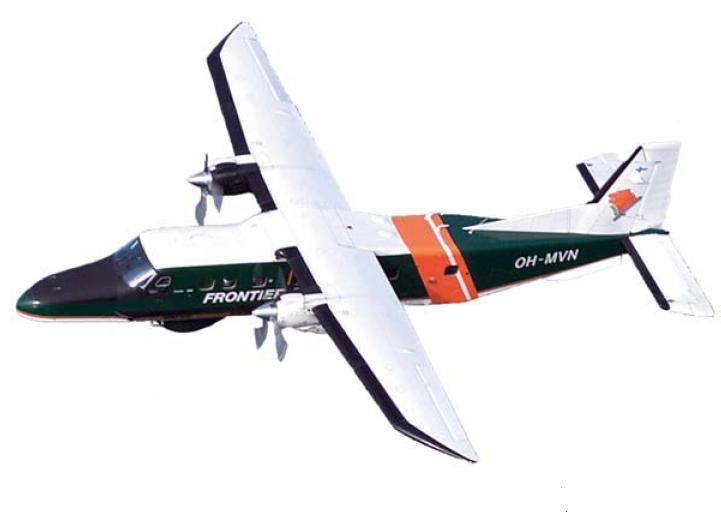
Do 228 Phần Lan

Các hãng hàng không đang sử dụng 127 chiếc 127 Do 228 cho đến tháng 8 năm 2006 bao gồm: A Soriano Aviation (3), Air West Coast (1), Dornier Aviation Nigeria (15), Daily Air(Republic of Taiwan) (4), Dolphin Air (6), Indian Airlines (2), Inter Island Airways (2), Iran Aseman Airlines (5), Luftfahrtgesellschaft Walter (6), Air Caraïbes (7), Summit Air (7),Manx2 (2) và Vision Airlines (8). Khoảng 35 hãng hàng không khác cũng sử dụng một số lượng nhỏ loại máy bày này. Ví dụ như Cosmic Air, một hãng hàng không Nepal, đã sử dụng 3 chiếc Do 228, Lufttransport (Na Uy) sử dụng 2 chiếc Dornier 228 và Aerocondor (Bồ Đào Nha) sử dụng 1 chiếc Do 228.
Đến tháng 2 năm 2008, Air Marshall Islands sử dụng 2 chiếc 2 Dornier 228. Lưu trữ ngày 9 tháng 8 năm 2011 tại Wayback Machine

### Quân sự
- Bhutan
- Phần Lan
- Đức
- Ấn Độ
- Ý
- Malawi
- Mauritius
- Hà Lan
- Nigeria
- Nigeria
- Oman
- Thái Lan

## Các tai nạn
- Tai nạn vỡ vỏ máy bay: 22 chiếc, thương vong 109 người
- Những biến cố khác: 1 chiếc, thương vong 3 người
- Tai nạn không có trong hồ sơ: 1 chiếc, thương vong 0
- Cướp máy bay: 1 chiếc, thương vong 0
- Các tai nạn nghiêm trọng: 3 chiếc, thương vong 0
- Vào 18 tháng9 2006, 10 chỉ huy quân đội lâu năm của Nigeria đã chết khi chiếc máy bay quân sự Dornier 228 gặp tai nạn ở đông nam thành phố Obudu. Tổng thôgns Nigeria là Olusegun Obasanjo gọi sự kiện này là "bi kịch lớn". Trong số người thương vong bao gồm có 8 thiếu tướng và hai chuẩn tướng.

## Thông số kỹ thuật (Do 228-212)

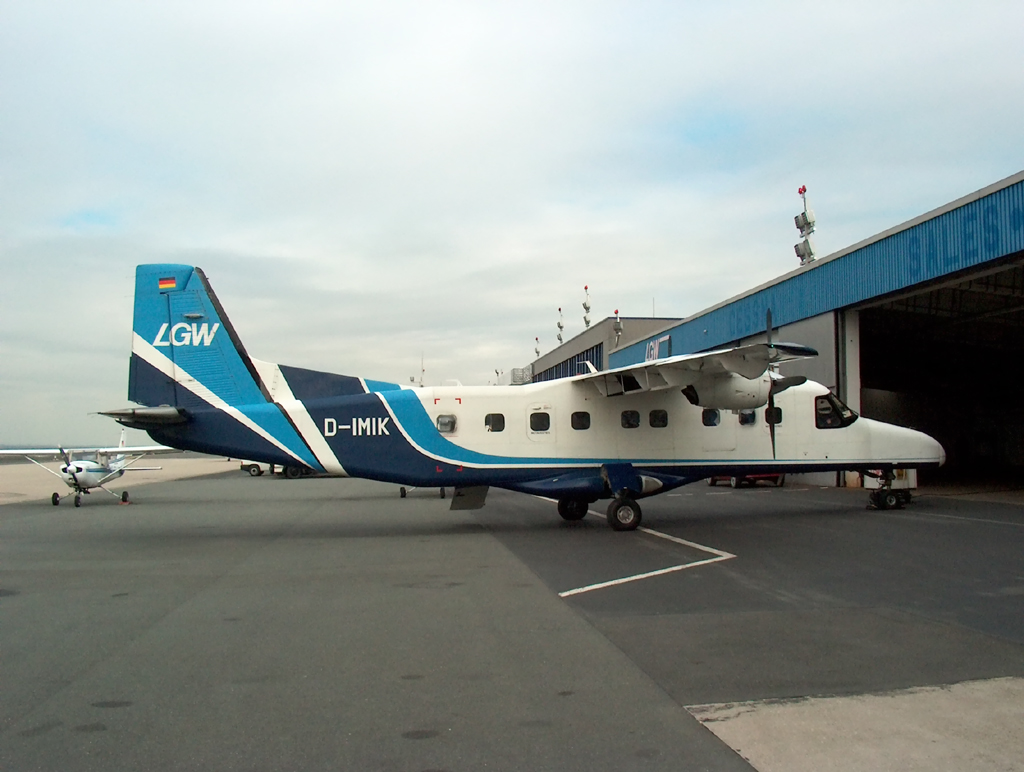
Dornier Do 228-200

### Đặc điểm riêng
- Phi đoàn: 2
- Sức chứa: 19 hành khách
- Chiều dài: 16,56 m (54 ft 4 in)
- Sải cánh: 16,97 m (55 ft 7 in)
- Chiều cao: 4,86 m (15 ft 9 in)
- Diện tích cánh: 32,00 m² (345 ft²)
- Trọng lượng rỗng: 3.258 kg (7.183 lb)
- Trọng lượng cất cánh: n/a
- Trọng lượng cất cánh tối đa: 6.400 kg (14.110 lb)
- Động cơ: 2x Garrett AiResearch TPE-331-5, 560 kW (776 hp) mỗi chiếc

### Hiệu suất bay
- Vận tốc cực đại: 434 km/h (271 mph)
- Tầm bay: 1.037 km (560 miles)
- Trần bay: 8.534 m (28.000 ft)
- Vận tốc lên cao: 570 m/phút (1.870 ft/phút)
- Lực nâng của cánh: n/a
- Lực đẩy/trọng lượng: n/a

## Nội dung liên quan

### Máy bay có cùng sự phát triển
- Dornier Do 28
- Fairchild-Dornier 328
- Fairchild-Dornier 328JET

### Máy bay có tính năng tương đương
- Antonov An-28
- BAe Jetstream
- Harbin Y-12
- IAI Arava
- GAF Nomad
- LET 410 Turbolet
- Shorts SC.7 Skyvan
- Raytheon Beechcraft 1900